# Edgar Deuschel
Edgar Deuschel (* 4. Oktober 1920; † 17. Dezember 2002 in Ludwigshafen am Rhein) war ein deutscher Fußballschiedsrichter. Überdauernde Bekanntheit erlangte er, da er gegenüber Helmut Rahn den ersten Platzverweis in der Geschichte der Bundesliga aussprach.

## Sportlicher Werdegang
Der aus Ludwigshafen stammende Deuschel leitete mindestens seit Beginn der 1960er Jahre Meisterschaftsspiele in der Oberliga Südwest. Bei Einführung der Bundesliga zur Spielzeit 1963/64 gehörte er zu den Spielleitern in der neuen deutschen Eliteklasse. Am 14. September 1963 ereignete sich dabei im Duisburger Wedaustadion beim Spiel zwischen dem Meidericher SV und Hertha BSC Historisches, als er in der 77. Spielminute Helmut Rahn des Feldes verwies – dieser hatte nach einem Foulspiel von Harald Beyer den Handschlag verweigert und stattdessen den Berliner mit einer heftigen Kopfbewegung im Gesicht getroffen – und damit sieben Jahre vor Einführung der Roten Karte als Symbol den Platzverweis verbal aussprach.
Bis 1969 pfiff Deuschel Partien in der Bundesliga, in 53 Spielen gab er dabei fünf Platzverweise. Dabei traf es neben Rahn mit Charly Dörfel im Oktober 1968 einen weiteren ehemaligen Nationalspieler, als dieser nach einem Foulspiel verwarnt wurde, aber gegenüber Deuschel lamentierte und auf Nachfrage den Namen „Meier“ angab und anschließend mit den Worten „Der Name steht nicht auf dem Spielbericht. Dann gehen Sie mal duschen, Herr Dörfel.“ den Platz verlassen musste. Zudem leitete er Spiele im deutschen Vereinspokal sowie auf internationaler Ebene im Messestädte-Pokal. Der spätere Bundesligaschiedsrichter Herbert Kollmann assistierte ihm zeitweise als Linienrichter.